# Nouveau tunnel de Guanjiao

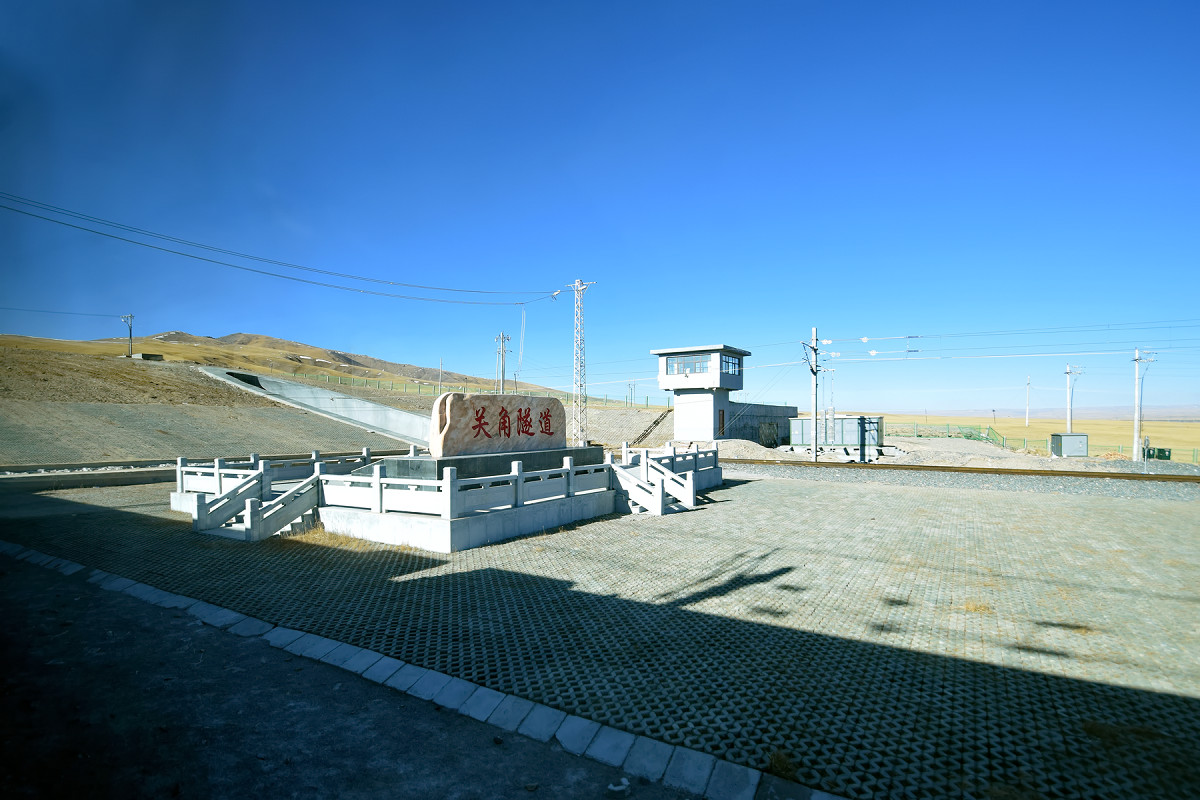
Nouveau tunnel du Guanjiao

Le Nouveau tunnel de Guanjiao est un tunnel ferroviaire en Chine, long de 32,645 km. Le tunnel se trouve sur la section Xining- Golmud de la ligne de chemin de fer Qinghai-Tibet.
Ce tunnel est le plus long tunnel de haute altitude dans le monde.